# Zhangjiachuan
Zhangjiachuan, tidigare stavat Changkiachwan, är ett autonomt härad för huifolket i Tianshuis stad på prefekturnivå i provinsen Gansu i nordvästra Kina.
Zhangjiachuan är indelat i tio köpingar och fem socknar.
Köpingar (zhen):

- Chuanwang (川王镇)
- Dayang (大阳镇)
- Gongmen (恭门镇)
- Huchuan (胡川镇)
- Liangshan (梁山镇)
- Liubao (刘堡镇)
- Longshan (龙山镇)
- Maguan (马关镇)
- Malu (马鹿镇)
- Zhangjiachuan (张家川镇)

Socknar (xiang):

- Lianwu (连五乡)
- Muhe (木河乡)
- Ping'an (平安乡)
- Yanjia (阎家乡)
- Zhangmian (张棉乡)